# Deutsch Goritz
Deutsch Goritz ist eine Gemeinde mit 1779 Einwohnern (Stand 1. Jänner 2025) im Südosten der Steiermark. Sie liegt im Gerichtsbezirk Feldbach bzw. Bezirk Südoststeiermark.

## Geografie

### Geografische Lage
Deutsch Goritz liegt im Bezirk Südoststeiermark im österreichischen Bundesland Steiermark, etwa 15 Kilometer nordwestlich von Bad Radkersburg.

### Gemeindegliederung
Das Gemeindegebiet umfasst folgende zehn Katastralgemeinden bzw. gleichnamige Ortschaften (Fläche Stand 31. Dezember 2023; Einwohnerzahl Stand 1. Jänner 2025):
- Deutsch Goritz (228,22 ha; 358 Ew.)
- Haselbach (192,17 ha; 74 Ew.)
- Hofstätten (304,17 ha); Hofstätten bei Deutsch Goritz (100 Ew.)
- Krobathen (175,35 ha; 88 Ew.)
- Oberspitz (351,86 ha; 91 Ew.)
- Ratschendorf (1.041,44 ha; 627 Ew.)
- Salsach (343,98 ha; 78 Ew.)
- Schrötten (284,95 ha); Schrötten bei Deutsch Goritz (61 Ew.)
- Unterspitz (88,52 ha; 51 Ew.)
- Weixelbaum (363,11 ha; 251 Ew.)

### Eingemeindungen
Mit 1. Jänner 1968 wurden die Gemeinden Diepersdorf, Hofstätten bei Deutsch Goritz, Krobathen, Salsach, Schrötten bei Deutsch Goritz und Spitz bei Deutsch Goritz mit Deutsch Goritz zusammengelegt, mit 1. Jänner 1969 wurde Weixelbaum eingemeindet, mit 1. Jänner 1972 kam Haselbach 1972 zur Großgemeinde.
Seit 2015 ist sie im Rahmen der Gemeindestrukturreform in der Steiermark mit der Gemeinde Ratschendorf zusammengeschlossen.

### Nachbargemeinden
Alle vier Nachbargemeinden liegen im Bezirk Südoststeiermark.
| Sankt Peter am Ottersbach |                                             | Straden    |
|                           | Kompassrose, die auf Nachbargemeinden zeigt |            |
| Mureck                    |                                             | Halbenrain |

## Geschichte
1386 wurde Goritz das erste Mal als „Guritz“ urkundlich erwähnt. Der Name geht auf slawisch gorica (kleiner Berg, Hügel) zurück. Im 14. Jahrhundert war Goritz (Guritz, Goricz, an der Goriczen) im Besitz der Krabatsdorfer, eines in Grabersdorf ansässigen Adelsgeschlechts. Ab 1446 wurde der Besitz dem Pfarrgült Gnas gewidmet, bei dem er bis 1848 verblieben ist. In diesem Jahr erfolgte die Aufhebung der Grundherrschaften. Die Ortsgemeinde als autonome Körperschaft entstand 1850.
Um die zwei Ortschaften mit dem Namen „Goritz“ im Bezirk zu unterscheiden, wurde spätestens ab dem 19. Jahrhundert der Name „Deutsch-Goritz“, im Unterschied zu „Windisch-Goritz“ (heute Goritz bei Radkersburg), verwendet. Der Ortsname wurde bis zum Zweiten Weltkrieg mit Bindestrich geschrieben (Deutsch-Goritz).
Nach Ende des Ersten Weltkriegs kam es zu Auseinandersetzungen mit der Laibacher Nationalregierung für Slowenien und Istrien („Narodna vlada za Slovenijo in Istro“) über die Zugehörigkeit des Gebietes. Nach der Annexion Österreichs 1938 kam die Gemeinde zum Reichsgau Steiermark. Mit Kriegsende wurde der Ort vorübergehend von bulgarischen und jugoslawischen Truppen besetzt. 1945 bis 1955 war das Gebiet Teil der britischen Besatzungszone in Österreich.

## Kultur und Sehenswürdigkeiten

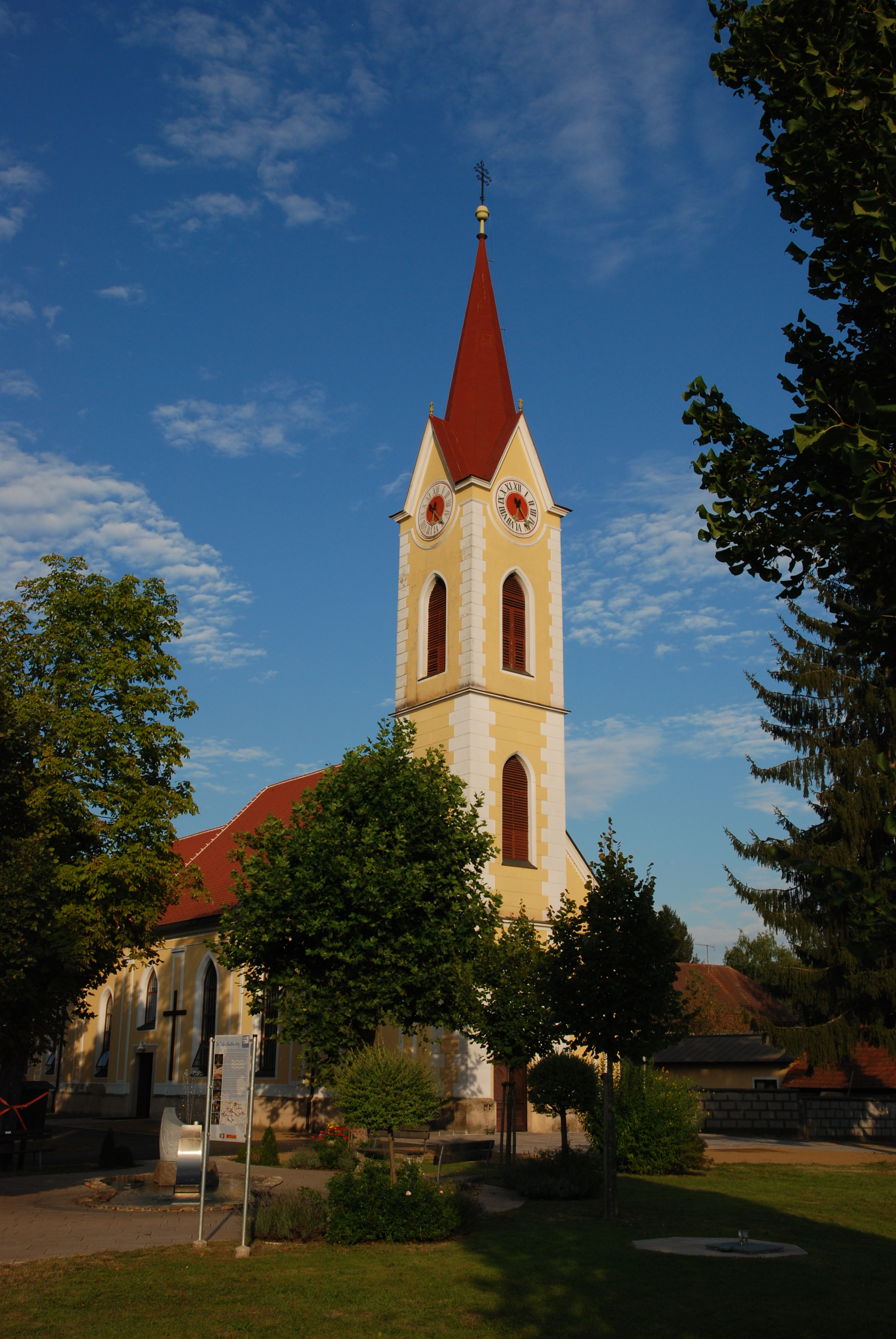
Kirche Deutsch Goritz

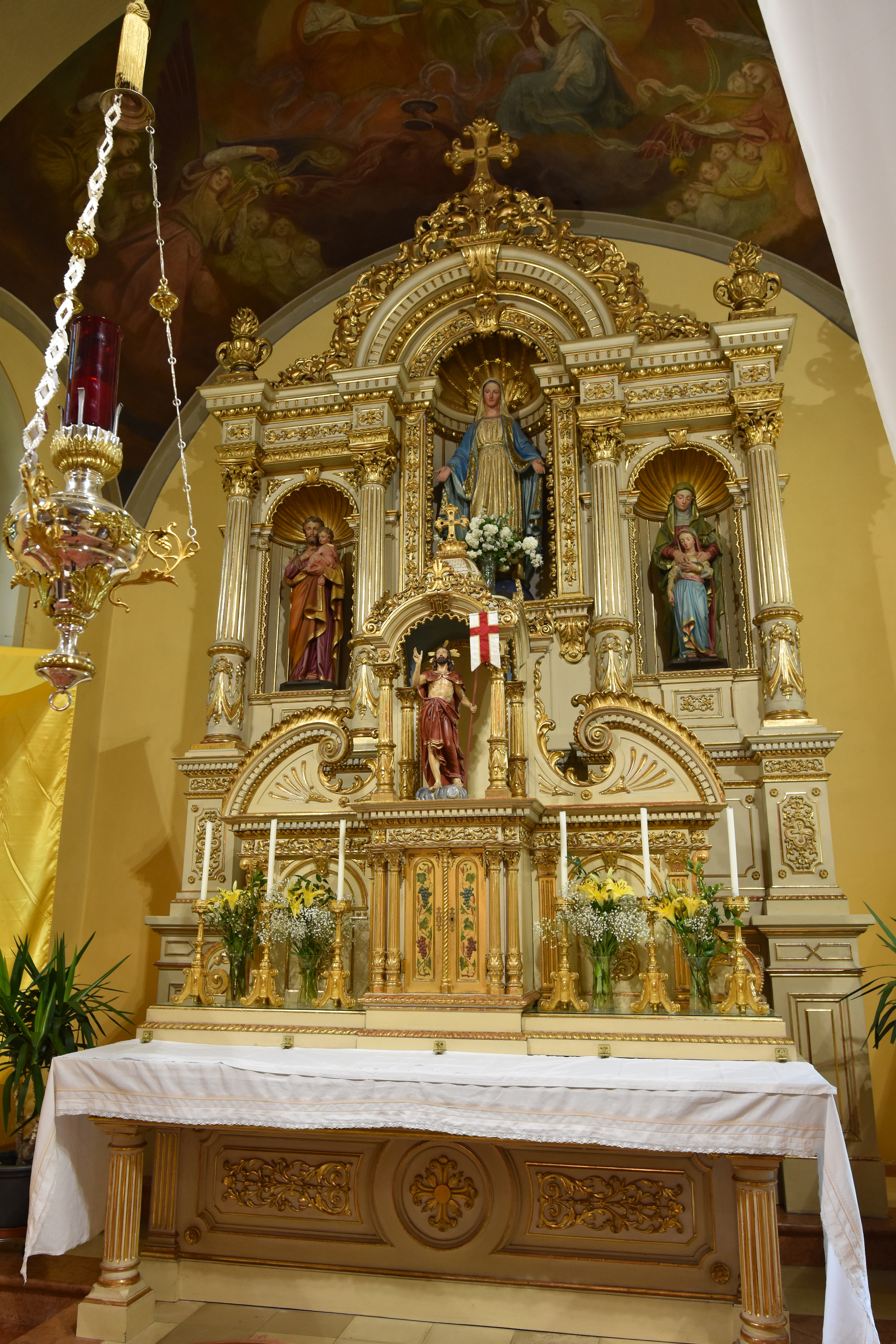
Der Altar der Pfarrkirche

- Die erste Kapelle in Deutsch Goritz wurde 1873 begonnen und 1889 fertiggestellt. 1902 wurde sie zu einer Kirche erweitert. Im Zuge der Erweiterung wurde ein Kloster der Kalasantiner-Kongregation angebaut. 1904 und 1910 kam es zu Erweiterungen der Kirche, die zu klein geworden war. 1913 wurde ein Theater- und Versammlungssaal errichtet.
- 1957 wurde ein neues Gemeindeamt erbaut. In den Jahren 2009/10 wurde ein neues Gemeindezentrum errichtet.
- Deutsch Goritz verfügt über Gasthäuser, Nahversorger sowie einen Skatepark.
- Am 1. April 1913 wurde der Theater- und Versammlungssaal seiner Bestimmung übergeben. Seit damals wird in Deutsch Goritz mit Unterbrechungen von lediglich wenigen Jahren Theater gespielt. Der Saal wurde ebenso für Filmvorführungen, Vorträge und verschiedene Feiern genutzt. Nach dem Zweiten Weltkrieg diente der Saal von 1949 bis 1969 auch als öffentliches Kino. Jahrelang wurde das Weihnachtswunschkonzert des Musikvereins Deutsch Goritz in diesem Saal aufgeführt. Während der Kirchenrenovierungen 1989 und 2003 wurden dort Messen und kirchliche Veranstaltungen abgehalten. Derzeit wird einmal im Jahr (im November) Theater gespielt (vier Aufführungen). Außerdem dient der Saal für verschiedene Veranstaltungen der Hauptschule oder eines Wanderkinos.
- Der Musikverein Deutsch Goritz wurde 1926 gegründet. Er entstand aus dem Jungsteirerbund. Nach dem Zweiten Weltkrieg übernahm Johann Auer im Jahr 1946 die musikalische Leitung der Musikkapelle und baute sie neu auf. Er übte dieses Amt bis 1996 aus. Im gleichen Jahr wurde das neue Musikheim eingeweiht, in dem seither die Proben stattfinden. Die Musikkapelle Deutsch Goritz veranstaltet seit 1972 jährlich ein Weihnachts- und Neujahrs-Wunschkonzert, bei dem außer dem typischen Liedgut von Blaskapellen auch Modernes dargeboten wird. Seit 2009 findet dieses Konzert im neuen Turnsaal der Neuen Mittelschule statt (vorher im Theatersaal).

### Sport
Der USV Deutsch Goritz spielt aktuell (Saison 2024/2025) in der Oberliga Süd Ost.
Durch den Ortsteil Weixelbaum führen der Ostösterreichische Grenzlandweg sowie der Burgenland Weitwanderweg.

## Wirtschaft und Infrastruktur

### Wirtschaftssektoren
Die folgende Tabelle zeigt die Entwicklung der Anzahl der Betriebe und der Beschäftigten in den Wirtschaftssektoren:
| Wirtschaftssektor            | Anzahl Betriebe | Anzahl Betriebe | Anzahl Betriebe | Erwerbstätige | Erwerbstätige | Erwerbstätige |
| Wirtschaftssektor            | 2021            | 2011            | 2001            | 2021          | 2011          | 2001          |
| ---------------------------- | --------------- | --------------- | --------------- | ------------- | ------------- | ------------- |
| Land- und Forstwirtschaft 1) | 65              | -               | -               | 118           | 108           | 128           |
| Produktion                   | 28              | 27              | 25              | 356           | 271           | 296           |
| Dienstleistung               | 120             | 80              | 49              | 543           | 263           | 235           |

1) Betriebe mit Fläche in den Jahren 2010 und 1999, Arbeitsstätten im Jahr 2021

## Politik

### Gemeinderat
Der Gemeinderat der aus der Reform entstandenen Gemeinde setzt sich nach der Wahl 2020 wie folgt zusammen:
- 11 ÖVP
- 2 Die Grünen
- 1 Bürgerliste „Gemeinde für alle“ (BGA)
- 1 SPÖ

Die letzten Gemeinderatswahlen brachten die folgenden Ergebnisse:
| Partei                              | 2020             | 2020             | 2020             | 2015             | 2015             | 2015             | 2010             | 2010             | 2010             | 2010             | 2010             | 2010             | 2005             | 2005             | 2005             | 2005             | 2005             | 2005             | 2000             | 2000             | 2000             | 2000             | 2000             | 2000             |
| Partei                              | Großgemeinde     | Großgemeinde     | Großgemeinde     | Großgemeinde     | Großgemeinde     | Großgemeinde     | Deutsch Goritz   | Deutsch Goritz   | Deutsch Goritz   | Ratschendorf     | Ratschendorf     | Ratschendorf     | D. Goritz        | D. Goritz        | D. Goritz        | Ratschendorf     | Ratschendorf     | Ratschendorf     | D. Goritz        | D. Goritz        | D. Goritz        | Ratschendorf     | Ratschendorf     | Ratschendorf     |
| Partei                              | Stimmen          | %                | M.               | Stimmen          | %                | M.               | St.              | %                | M.               | St.              | %                | M.               | St.              | %                | M.               | St.              | %                | M.               | St.              | %                | M.               | St.              | %                | M.               |
| ----------------------------------- | ---------------- | ---------------- | ---------------- | ---------------- | ---------------- | ---------------- | ---------------- | ---------------- | ---------------- | ---------------- | ---------------- | ---------------- | ---------------- | ---------------- | ---------------- | ---------------- | ---------------- | ---------------- | ---------------- | ---------------- | ---------------- | ---------------- | ---------------- | ---------------- |
| ÖVP                                 | 709              | 67               | 11               | 809              | 63               | 10               | 673              | 75               | 12               | 293              | 61               | 6                | 521              | 59               | 9                | 259              | 57               | 5                | 554              | 66               | 11               | 243              | 55               | 5                |
| SPÖ                                 | 82               | 8                | 1                | 153              | 12               | 02               | 101              | 11               | 01               | 187              | 39               | 3                | 165              | 19               | 3                | 199              | 43               | 4                | 098              | 12               | 01               | 172              | 40               | 4                |
| Bürgerliste Gemeinde für alle (BGA) | 104              | 10               | 1                | 198              | 15               | 02               | 126              | 14               | 02               | nicht kandidiert | nicht kandidiert | nicht kandidiert | 166              | 19               | 3                | nicht kandidiert | nicht kandidiert | nicht kandidiert | 132              | 16               | 02               | nicht kandidiert | nicht kandidiert | nicht kandidiert |
| Die Grünen                          | 163              | 15               | 2                | 118              | 09               | 01               | nicht kandidiert | nicht kandidiert | nicht kandidiert | nicht kandidiert | nicht kandidiert | nicht kandidiert | nicht kandidiert | nicht kandidiert | nicht kandidiert | nicht kandidiert | nicht kandidiert | nicht kandidiert | nicht kandidiert | nicht kandidiert | nicht kandidiert | nicht kandidiert | nicht kandidiert | nicht kandidiert |
| FPÖ                                 | nicht kandidiert | nicht kandidiert | nicht kandidiert | nicht kandidiert | nicht kandidiert | nicht kandidiert | nicht kandidiert | nicht kandidiert | nicht kandidiert | nicht kandidiert | nicht kandidiert | nicht kandidiert | 030              | 03               | 0                | nicht kandidiert | nicht kandidiert | nicht kandidiert | 052              | 06               | 01               | 023              | 05               | 0                |
| Wahlbeteiligung                     | 69 %             | 69 %             | 69 %             | 83 %             | 83 %             | 83 %             | 85 %             | 85 %             | 85 %             | 91 %             | 91 %             | 91 %             | 84 %             | 84 %             | 84 %             | 89 %             | 89 %             | 89 %             | 82 %             | 82 %             | 82 %             | 90 %             | 90 %             | 90 %             |

### Bürgermeister
- Bürgermeister ist seit 27. April 2015 Heinrich Tomschitz (ÖVP)[11]

Zusätzlich gibt es für die zehn Ortsteile zwölf Ortsvorsteher (drei in Ratschendorf).

### Wappen

Wappen der Vorgängergemeinden
Deutsch Goritz (bis 2014)
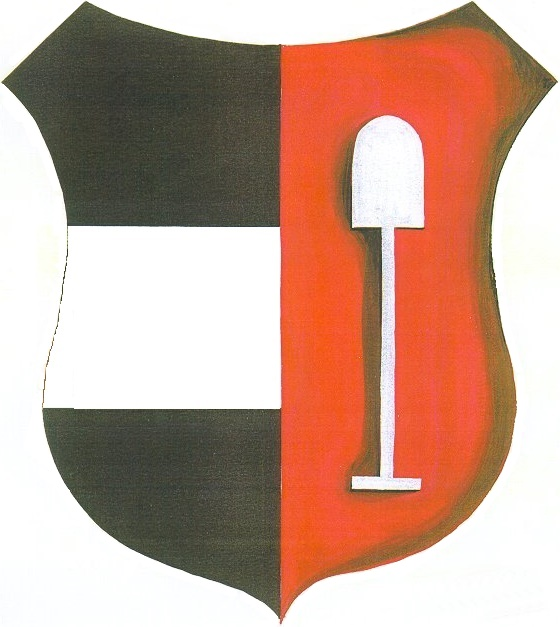
Ratschendorf

Beide Vorgängergemeinden – Deutsch Goritz und Ratschendorf – hatten ein Gemeindewappen. Wegen der Gemeindezusammenlegung verloren diese mit 1. Jänner 2015 ihre offizielle Gültigkeit. Die erste Wappenverleihung an die Gemeinde Deutsch Goritz erfolgte am 1. Oktober 1972 durch Landeshauptmann Niederl

Die Blasonierung (Wappenbeschreibung) lautete:
„Im silbernen Schild ein grüner mit einer goldenen Aehre belegter Pfahl, vorn von einer blauen Lilie, hinten von einem blauen Springquell beseitet.“
Die Lilie steht für die Pfarrkirche, der Brunnen für die Peterquelle, die Ähre für den vorwiegend landwirtschaftlichen Charakter der Gemeinde.
Die Verleihung des Gemeindewappens an die (Alt-)Gemeinde Ratschendorf erfolgte mit Wirkung vom 1. November 1954. Der Spaten steht für die Grundherrschaft der Herren von Graben bis ins 16. Jahrhundert, „… im schwarzen Feld ein silberner Balken …“ verweist auf die Herren von Wallsee, die 1308 die Burgherrschaft Weinburg kauften.
Die Neuverleihung des Gemeindewappens für die Fusionsgemeinde erfolgte mit Wirkung vom 10. Februar 2017.

Das neue Wappen vereint Elemente aus den beiden Wappen der Vorgängergemeinden. Die neue Blasonierung lautet:
„Im zweifach gespaltenen Schild im Mittelfeld auf Silber ein blauer dreischaliger Springquell, in den Flanken je pfahlweise rechts in Rot ein auf den Griff gestelltes silbernes Grabscheit, links in Grün eine goldene gestielte Getreideähre.“
Das Grabscheit (Schaufel) steht für die Herren von Graben, den ehemaligen Grundherren von Ratschendorf, der Brunnen für die Peterquelle, die Ähre für den vorwiegend landwirtschaftlichen Charakter der Gemeinde.

## Persönlichkeiten

### Söhne und Töchter der Gemeinde
- Anton Puntigam (1859–1926), österreichischer Jesuit, Jugendseelsorger und Schriftsteller
- Kurt Schattelbauer (1940–2022), österreichischer Radrennfahrer